# Шелопугінське сільське поселення
Шелопу́гінське сільське поселення (рос. Шелопугинское сельское поселение) — сільське поселення у складі Шелопугінського району Забайкальського краю Росії.
Адміністративний центр — село Шелопугіно.

## Історія
Станом на 2002 рік існували Малишевський сільський округ (села Банщиково, Малишево) та Шелопугінський сільський округ (села Купряково, Шелопугіно).

## Населення
Населення сільського поселення становить 2889 осіб (2019; 3630 у 2010, 4040 у 2002).

## Склад
До складу сільського поселення входять:
| Населений пункт  | Населення, осіб (2002) | Населення, осіб (2010) |
| ---------------- | ---------------------- | ---------------------- |
| Банщиково, село  | 168                    | 124                    |
| Купряково, село  | 107                    | 86                     |
| Малишево, село   | 194                    | 146                    |
| Шелопугіно, село | 3571                   | 3274                   |